# Прохорово (Витебская область)
Про́хорово (бел. Прохарава) — деревня расположена на северо-западе Россонского района Витебской области Республики Беларусь. Входит в состав Клястицкого сельсовета.

## История
Вблизи деревни проходили военные события во времена Отечественной войны 1812 года (Сражение под Клястицами).
Во время Второй Мировой войны Бригада имени К. К. Рокоссовского в феврале 1943 участвовала в боях против карательной экспедиции возле деревень Юховичи, Неподовичи, Прохорово, Павлово, Нища Россонского района, около деревень Чургли, Лесниково, Рубчики, Кохановичи, Дриссенского и Освейского районов.
Во второй половине XX века в деревне была школа (сейчас используется как дачный дом), клуб (потом использовался как хранилище для сена, позже был разобран).
На въезде в деревню дорога проходит через ручей, который местные жители называют «Крутой ручей» так как рядом находилась дорога с сильным уклоном и поворотом.

## Население
Около половины населения составляют дачники и на данный момент всего 4 постоянно жилых дома.

## География
Климат умеренный. Средняя температура января — 7,8, июля +17,7 градуса, осадков — 578 мм за год, вегетационный период — 183 дня (данные по Россонскому району)

## Транспорт и сообщение
Рядом проходит автомобильная дорога Р46, по которой в 10 км на север находится граница с РФ. Прохорово находится почти посреди между крупными деревнями Клястицы и Юховичи. Во второй находится таможенный пограничный пункт.
Ближайшая школа находится в деревне Клястицы (около 6 км), магазин в д. Павлово (2 км). Еженедельно приезжает автолавка.

## Карты
Положение на электронной карте Google